# 사람의 아들 (영화)
"사람의 아들"은 1981년에 개봉한 대한민국의 영화이다.

## 줄거리
한 젊은 남자의 죽음의 원인을 찾아 나선 형사가 매춘부와 종교를 둘러싼 멜로드라마 같은 이야기를 밝혀낸다.

## 캐스팅
- 하명중 : 민요섭 역
- 강태기 : 조동팔 역
- 최불암 : 남 경사 역
- 이순재 : 배 교수 역
- 주선태 : 동팔 부 역
- 오수미
- 오미연 : 문장로 부인 역
- 김윤미
- 황정순
- 도금봉
- 박암
- 김석훈
- 나소운
- 백송
- 오중근
- 한국남
- 이강배
- 나정옥
- 문태선
- 임해림
- 길달오
- 장인한